# Ligne de Dole-Ville à Belfort
La ligne de Dole à Belfort est une ligne ferroviaire française qui relie Dole, sous-préfecture du département du Jura, à Belfort, préfecture du Territoire de Belfort, en région Bourgogne-Franche-Comté.
Elle constitue la ligne no 852 000 du réseau ferré national.

## Histoire
Le 21 juin 1846, une loi autorise le ministre des Travaux publics à procéder à la concession d'un chemin de fer de Dijon à Mulhouse par voie de publicité et de concurrence. Le tracé prévu passait par Besançon, Villersexel et Belfort (tracé par la vallée de l'Ognon entre Besançon et Belfort).
Un décret du 12 février 1852 autorise la concession directe du chemin de fer « de Dijon à Besançon » dont la section de Dole à Besançon fait partie. La ligne est concédée à la même date par une convention signée avec le ministre des Travaux publics à un groupe d'entrepreneurs qui constituent la Compagnie du chemin de fer de Dijon à Besançon. Cette convention est approuvée par décret le jour même.
Le Conseil général du Doubs avait demandé une révision du tracé entre Besançon et Belfort au mois d'août 1852. Il a eu gain de cause et la section de Besançon à Belfort par Baume-les-Dames, Clerval, l'Isle-sur-le-Doubs, Colombier-Fontaine, Voujeaucourt et Montbéliard a été concédée à la compagnie précédente le 17 août 1853.
Le 20 avril 1854, les deux concessions ont été fusionnées par décret impérial et attribuées à la Compagnie du chemin de fer de Paris à Lyon.
La ligne a été ouverte en deux étapes : le 7 avril 1856 pour la section de Dole à Besançon et le 1er juin 1858 pour la section de Besançon à Belfort.
À l'origine à voie unique, elle a été mise à double voie le 14 février 1876 pour la section de Dole à Franois et le 8 mai 1864 pour celle de Franois à Besançon et enfin le 12 mars 1879 jusqu'à Belfort.

## Infrastructure
C'est une ligne à double voie de bon profil, les déclivités ne dépassent pas 6 ‰. Le rayon des courbes entre Dole et Besançon ne descend pas en dessous de 400 m ce qui autorise des vitesses maximales de 160 km/h alors que de Besançon à Belfort le parcours est très sinueux avec de nombreuses courbes de 300 m de rayon ce qui limite la vitesse à 90 ou 120 km/h selon les sections.

### Électrification
La ligne a été électrifiée en courant alternatif 25 kV – 50 Hz le 10 septembre 1970 de Besançon à Belfort et le 24 septembre 1970 de Dole à Besançon.

### Autres équipements
L'espacement des trains est assuré par une signalisation de type Block automatique lumineux (BAL).
La ligne est équipée du contrôle de la vitesse par balises (KVB) et d'une liaison radio sol-train avec transmission de données de Dole à Besançon et du GSM-R au-delà.
Certains tunnels de la ligne, ceux de Fourbanne, Hyèvre-Paroisse, Branne et La Prétière ont été mis au gabarit "Duplex/TGV 2 N" durant l'été 2016, afin de faire de cette ligne une alternative à la LGV Rhin-Rhône en cas d'incidents/coupures ou grands travaux de cette dernière, soit 5 ans après la mise en service de la LGV.

## Trafic
La ligne est fréquentée par les services voyageurs :
- TGV inOui Paris-Gare-de-Lyon – Besançon-Viotte ;
- TER Bourgogne-Franche-Comté :
  - liaisons Besançon – Belfort et Dijon-Ville – Besançon-Viotte ;
  - liaison Lyon (Perrache ou Part-Dieu) / Bourg-en-Bresse / Lons-le-Saunier – Besançon – Belfort.

En outre, la ligne est également parcourue par des trains de marchandises, tels que des :
- trains de gaz (Mulhouse-Nord – Sibelin (Fret SNCF), Sibelin – Bantzenheim (Europorte)) ;
- trains de voitures Gefco (trains Montbéliard – Mulhouse-Nord (flux internationaux, Fret SNCF), trains Île-Napoléon – Montbéliard – Saint-Jory (flux intérieurs, Europorte), VFLI) ;
- trains d'engrais (Europorte) ;
- trains de céréales (VFLI, Europorte) ;
- VFLI : train Colmar – Villars les Dombes ;
- Europorte : train Bâle – Perrigny.

Et régulièrement par divers trains de travaux, draisines…